# Nguyễn Liêm Thanh
Nguyễn Liêm Thanh (sinh năm ngày 5 tháng 6 năm 1972 tại Campuchia) là một cầu thủ bóng đá Việt Nam.

## Gia đình
Nguyễn Liêm Thanh sinh ra ở thủ đô Phnom Penh tại Campuchia. Bố anh là một người Campuchia tên là Liêm Kuy, khi đó lái xe cho cựu hoàng thân Norodom Sihanouk và rất hay qua lại Việt Nam vào những năm 1970. Ông quen rồi lấy mẹ anh là "bà Hai", một người Hải Phòng. Anh em nhà Liêm Thanh theo họ mẹ. Khi nạn diệt chủng Pol Pot nổ ra, gia đình ly tán, mất liên lạc với bố, Liêm Thanh cùng mẹ về sống với bà cô ở Thành phố Hồ Chí Minh. Tất cả những gì mà anh biết về bố chỉ qua lời kể của mẹ, bởi bố mất khi Liêm Thanh vừa lọt lòng trong khoảng từ năm 1972 đến 1975 (vẫn chưa xác định được thời gian chính xác).

## Bóng đá
Anh tập bóng đá từ năm 12 tuổi ở trường Năng khiếu nghiệp vụ Thành phố Hồ Chí Minh. Hai mươi tuổi, anh về Đội bóng đá Công an Thành phố Hồ Chí Minh và được đá chính. Trong sự nghiệp bóng đá, anh đã thi đấu cho các đội Công an TP.HCM, Ngân hàng Đông Á, Cảng Sài Gòn, Hải Phòng, Hà Nội ACB.
Khi còn thi đấu cho đội Công an TP.HCM, anh đã có quân hàm Thượng úy Công an, nhưng mùa giải 2003, khi đội bóng Công an Thành phố Hồ Chí Minh được chuyển giao cho Ngân hàng Đông Á, Liêm Thanh cùng với vài đồng nghiệp khác đã quyết định ra khỏi ngành công an, để tiếp tục chơi bóng đá chuyên nghiệp.
Anh được gọi vào đội tuyển tham dự SEA Games 1995, SEA Games 1999 và giành 2 huy chương Bạc.
So với các đồng đội cùng lứa, anh không nổi trội như Huỳnh Đức, Minh Chiến, Công Minh, Hồng Sơn... nhưng Liêm Thanh vẫn luôn khẳng định được đẳng cấp của một chuyên gia đánh chặn và làm bóng.
Sau khi từ giã sự nghiệp cầu thủ, anh trở thành huấn luyện viên bóng đá. Anh chỉ đạo nhiều đội bóng đá phong trào ("phủi"). Từ năm 2010, anh là HLV phó của đội Sài Gòn XT.

## Thành tích
- SEA Games
  - Hạng nhì: SEA Games 1995
  - Hạng nhì: SEA Games 1999
- Giải vô địch bóng đá quốc gia:
  - Vô địch: 1995